# Scariola albertoregalis
Scariola albertoregalis là một loài thực vật có hoa trong họ Cúc. Loài này được Kirp. miêu tả khoa học đầu tiên.